# Wrabness
Wrabness is een civil parish in het bestuurlijke gebied Tendring, in het Engelse graafschap Essex met 401 inwoners.